# Kacagó asszony
Kacagó asszony est un film hongrois réalisé par Tibor Hegedüs sorti en 1930, version hongroise de The Laughing Lady (en) de Victor Schertzinger.

## Fiche technique
- Titre original : Kacagó asszony
- Autre titre : The Laughing Lady

- Réalisation : Tibor Hegedüs
- Scénario : Zsolt Harsányi, Alfred Sutro (en)

- Directeur de la photographie :

- Pays d'origine :  Hongrie

- Lieu de tournage :

- Producteur : Paramount

- son : mono
- Format : Noir et blanc
- Genre :

- Durée :

- Dates de sortie :

- - Royaume de Hongrie (1920-1946) : 4 décembre 1930

## Distribution
- Gizi Bajor
- Zátony Kálmán (hu)
- Sándor Góth (eo)
- Kertész Ella (hu)
- Vaszary Piri (hu)
- Stephen Bekassy
- Fejes Teri (hu)
- Ödön Bárdi (en)
- Gerő Mály (en)
- Gárdonyi Lajos (hu)
- Lajos Gárdonyi (eo)
- Anni Dobos (eo)
- Éva Horváth (eo)
- László Keleti (aktoro) (eo)
- Paula Kende (eo)
- Gábor Kertész
- Gusztáv Pártos (en)
- Pál Somody

## Production
- C'était un Multiple-language version (en)[2]